# Grand Prix Formule 1 van San Marino 2006
De Grand Prix Formule 1 van San Marino 2006 werd gehouden op 23 april 2006 op Imola in Imola.

## Testrijders op vrijdag
| Team                  | Rijder           |
| --------------------- | ---------------- |
| Williams - Cosworth   | Alexander Wurz   |
| Honda                 | Anthony Davidson |
| Red Bull - Ferrari    | Robert Doornbos  |
| BMW Sauber            | Robert Kubica    |
| MF1 - Toyota          | Giorgio Mondini  |
| Toro Rosso - Cosworth | Neel Jani        |
| Super Aguri - Honda   | -                |

## Uitslag
| Positie | Nummer | Rijder               | Team                  | Ronden | Tijd/Opgave   | Startplaats | Punten |
| ------- | ------ | -------------------- | --------------------- | ------ | ------------- | ----------- | ------ |
| 1       | 5      | Michael Schumacher   | Scuderia Ferrari      | 62     | 1:31:06.486   | 1           | 10     |
| 2       | 1      | Fernando Alonso      | Renault               | 62     | +2.096        | 5           | 8      |
| 3       | 4      | Juan Pablo Montoya   | McLaren - Mercedes    | 62     | +15.868       | 7           | 6      |
| 4       | 6      | Felipe Massa         | Scuderia Ferrari      | 62     | +17.096       | 4           | 5      |
| 5       | 3      | Kimi Räikkönen       | McLaren - Mercedes    | 62     | +17.524       | 8           | 4      |
| 6       | 9      | Mark Webber          | Williams - Cosworth   | 62     | +37.739       | 10          | 3      |
| 7       | 12     | Jenson Button        | Honda                 | 62     | +39.635       | 2           | 2      |
| 8       | 2      | Giancarlo Fisichella | Renault               | 62     | +40.200       | 11          | 1      |
| 9       | 7      | Ralf Schumacher      | Toyota                | 62     | +45.511       | 6           |        |
| 10      | 11     | Rubens Barrichello   | Honda                 | 62     | +1:17.851     | 3           |        |
| 11      | 10     | Nico Rosberg         | Williams - Cosworth   | 62     | +1:19.675     | 13          |        |
| 12      | 17     | Jacques Villeneuve   | BMW Sauber            | 62     | +1:22.370     | 12          |        |
| 13      | 16     | Nick Heidfeld        | BMW Sauber            | 61     | +1 ronde      | 15          |        |
| 14      | 20     | Vitantonio Liuzzi    | Toro Rosso - Cosworth | 61     | +1 ronde      | 16          |        |
| 15      | 21     | Scott Speed          | Toro Rosso - Cosworth | 61     | +1 ronde      | 18          |        |
| 16      | 18     | Tiago Monteiro       | MF1 - Toyota          | 60     | +2 rondes     | 19          |        |
| Ret     | 14     | David Coulthard      | Red Bull - Ferrari    | 47     | Aandrijfas    | 14          |        |
| Ret     | 22     | Takuma Sato          | Super Aguri - Honda   | 44     | Gespind       | 21          |        |
| Ret     | 15     | Christian Klien      | Red Bull - Ferrari    | 40     | Hydrauliek    | 17          |        |
| Ret     | 23     | Yuji Ide             | Super Aguri - Honda   | 23     | Wielophanging | 22          |        |
| Ret     | 8      | Jarno Trulli         | Toyota                | 5      | Besturing     | 9           |        |
| Ret     | 19     | Christijan Albers    | MF1 - Toyota          | 0      | Ongeluk       | 20          |        |

## Wetenswaardigheden
- Laatste race: Yuji Ide, San Marino
- Rondeleiders: Michael Schumacher 55 (1-20; 26-42; 45-62), Fernando Alonso 5 (21-25) en Juan Pablo Montoya 2 (43-44).
- Michael Schumacher brak Ayrton Senna's record van 65 pole positions, opmerkelijk genoeg op het circuit waar Senna overleed in 1994.

## Standen na de Grand Prix

### Coureurs
| Positie | Nummer | Rijder               | Team             | Punten |
| ------- | ------ | -------------------- | ---------------- | ------ |
| 1       | 1      | Fernando Alonso      | Renault          | 36     |
| 2       | 5      | Michael Schumacher   | Scuderia Ferrari | 21     |
| 3       | 3      | Kimi Räikkönen       | McLaren          | 18     |
| 4       | 2      | Giancarlo Fisichella | Renault          | 15     |
| 5       | 4      | Juan Pablo Montoya   | McLaren          | 15     |

### Constructeurs
| Positie | Nummers | Team             | Rijders                              | Punten |
| ------- | ------- | ---------------- | ------------------------------------ | ------ |
| 1       | 1 2     | Renault          | Fernando Alonso Giancarlo Fisichella | 51     |
| 2       | 3 4     | McLaren          | Kimi Räikkönen Juan Pablo Montoya    | 33     |
| 3       | 5 6     | Scuderia Ferrari | Michael Schumacher Felipe Massa      | 30     |
| 4       | 11 12   | Honda            | Jenson Button Rubens Barrichello     | 15     |
| 5       | 16 17   | BMW Sauber       | Nick Heidfeld Jacques Villeneuve     | 10     |

## Statistieken
| Snelste ronde | Fernando Alonso | Renault | 1:24.569 |

## Noot
- Dit was de honderdste Grand Prix-start voor Nick Heidfeld. Hiermee was Heidfeld de 55ste coureur die minstens 100 Grands Prix had gereden.
- Dit was de 66ste pole position voor Michael Schumacher, en hiermee vestigde hij een nieuw record. Hij verbrak het oude record van Ayrton Senna (65), gevestigd tijdens de Grote Prijs van San Marino van 1994. Schumacher had nu het record in handen van de meeste pole positions, meeste snelste rondes, meeste Grand Prix-winsten en meeste podiumplaatsen.
- Vijfde snelste ronde voor Fernando Alonso.
- Michael Schumacher breidde zijn record uit door de Grote Prijs van San Marino voor de zevende keer te winnen (eerdere overwinningen in 1994, 1999, 2000, 2002, 2003 en 2004).

1981 · 1982 · 1983 · 1984 · 1985 · 1986 · 1987 · 1988 · 1989 · 1990 · 1991 · 1992 · 1993 · 1994 · 1995 · 1996 · 1997 · 1998 · 1999 · 2000 · 2001 · 2002 · 2003 · 2004 · 2005 · 2006